# Wielka Warzęchowa Strażnica
Wielka Warzęchowa Strażnica (słow. Slavkovská stráž, Veľká slavkovská stráž, 2168 m) – wybitna turnia w słowackich Tatrach Wysokich, położona w środkowej części Warzęchowego Filara, opadająca z masywu Sławkowskiej Kopy na północ do Doliny Staroleśnej.
Od Sławkowskiej Kopy Wielka Warzęchowa Strażnica odgraniczona jest Warzęchowym Przechodem (Slavkovská priehyba). W jej wierzchołku grań zmienia kierunek z północnego na północno-wschodni. W jej dolnej części znajdują się (kolejno od góry):
- Pośredni Warzęchowy Przechód (Prostredná slavkovská priehyba),
- Pośrednia Warzęchowa Strażnica (Prostredná slavkovská stráž),
- Niżni Warzęchowy Przechód (Nižná slavkovská priehyba),
- Mała Warzęchowa Strażnica (Malá slavkovská stráž).

W wierzchołku Wielkiej Warzęchowej Strażnicy odgałęzia się na wschód Jamiński Filar, w którym za Jamińskim Przechodem wznosi się Jamińska Strażnica. Według Witolda Henryka Paryskiego grań ta odgałęzia się nieco niżej, pod blokiem szczytowym Pośredniej Warzęchowej Strażnicy. Warzęchowy Filar wraz z Jamińskim Filarem oddzielają od siebie Nowoleśną Kotlinę po stronie zachodniej i Jamiński Żleb z górnym piętrem, Jaminą, po stronie wschodniej. Między Jamińskim i Warzęchowym Filarem znajduje się stroma rynna, niżej przechodząca w Jamińskie Usypy – wielki stożek piargowy położony między Jamińską Strażnicą a Małą Warzęchową Strażnicą.
Najprostsza droga na wierzchołek Wielkiej Warzęchowej Strażnicy prowadzi granią z Warzęchowego Przechodu.
Pierwsze wejścia:
- letnie – J. Zlatniková i Krištof Zlatnik, w lecie 1951 r. (być może wcześniej byli na szczycie kartografowie),
- zimowe – Arno Puškáš i Ladislav Szabó, 30 kwietnia 1958 r.[1]